# Glänzender Blütenprachtkäfer
Der Glänzende Blütenprachtkäfer (Anthaxia nitidula) ist ein Käfer aus der Familie der Prachtkäfer (Buprestidae). Er wird etwa fünf bis sieben Millimeter lang. Die Färbung ist wie bei vielen Anthaxiaarten (z. B. Anthaxia senicula) bei Männchen und Weibchen verschieden. Beim Männchen sind Kopf, Halsschild und Flügeldecken ganz grün oder die Flügeldecken nach hinten erzfarbig. Bei den Weibchen sind Kopf und Halsschild goldgrün, messingfarben oder purpurrot, die Flügeldecken ganz blaugrün. Der Körper ist parallel und flach (Bild 2).

## Merkmale des Käfers
|                       |                    |
| Aufsicht              | Seitenansicht      |
|                       |                    |
| Abb. 3: Vorderansicht | Abb. 4: Unterseite |

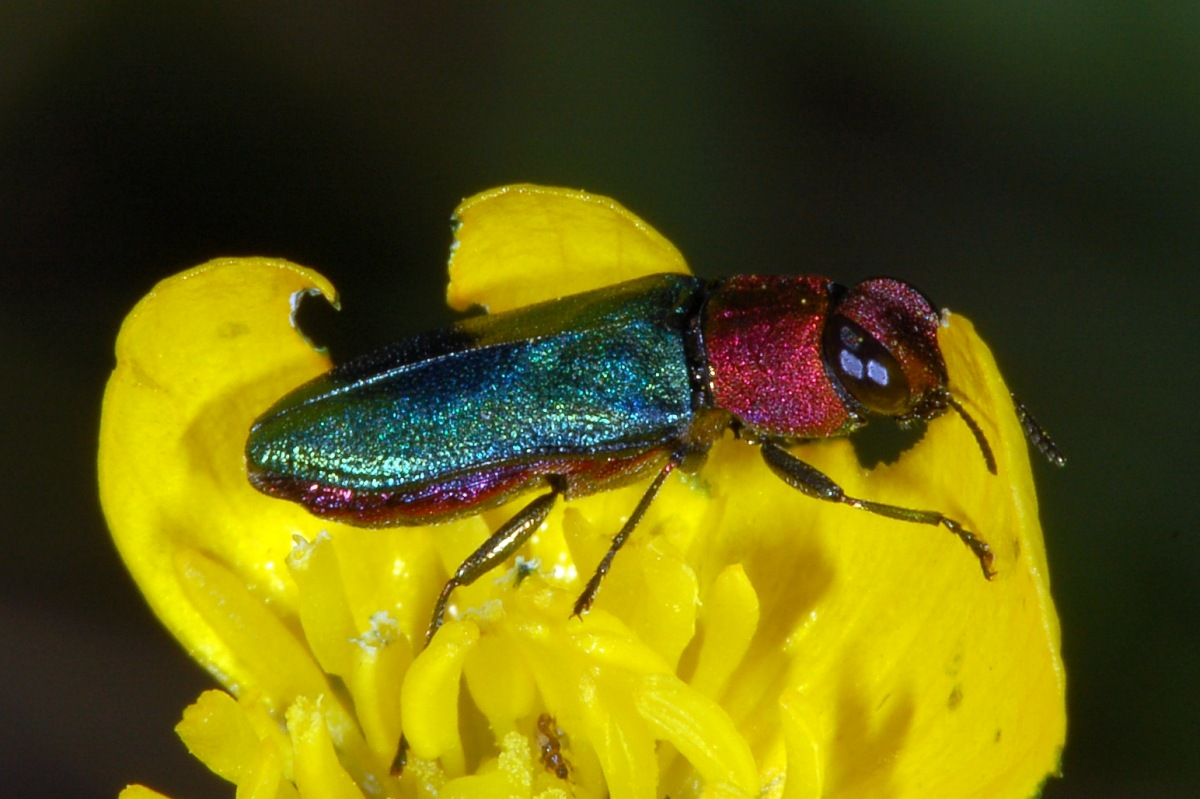
Weibchen

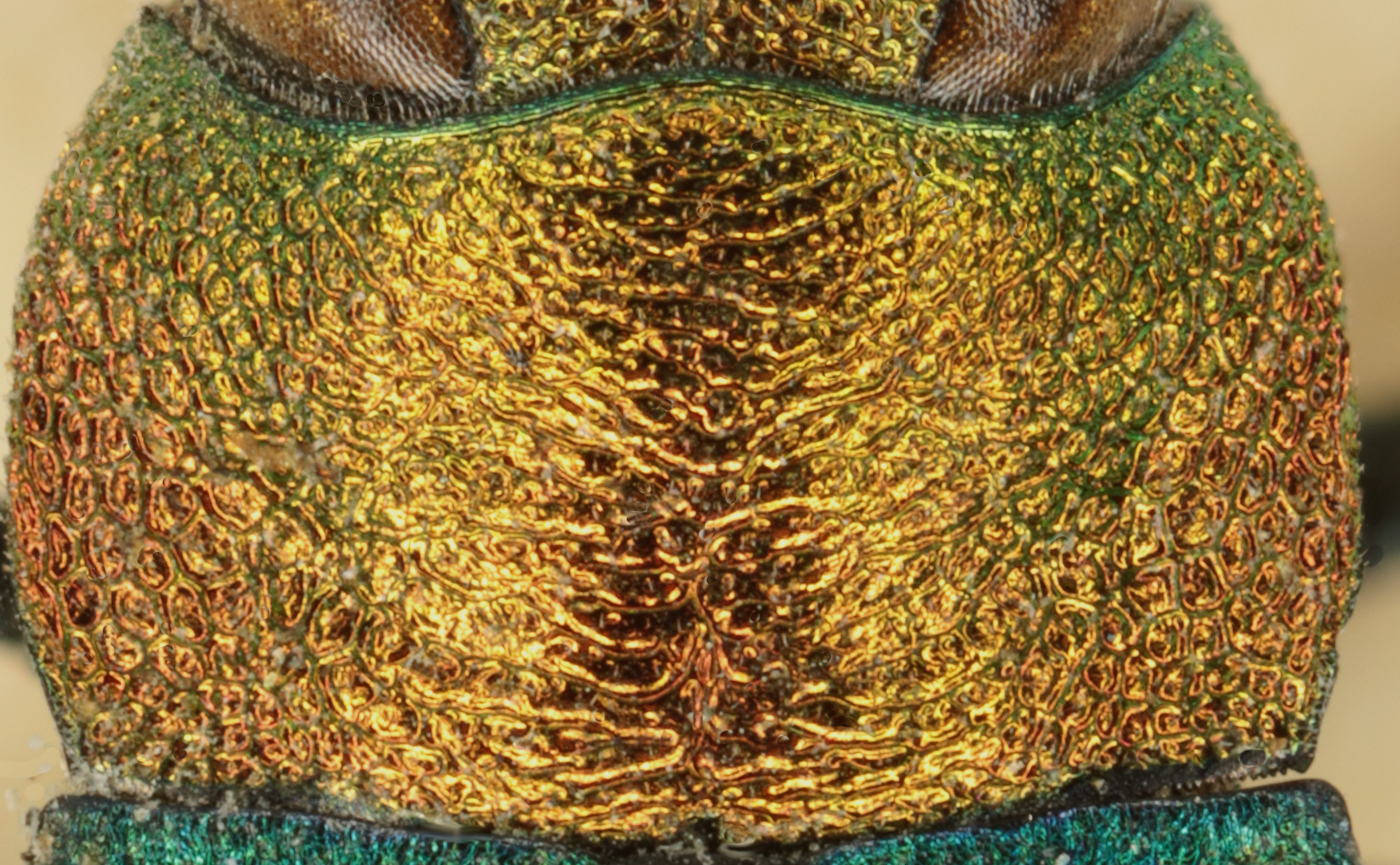
Halsschild

Der Kopf ist viel breiter als lang und bis an den Hinterrand der großen Augen in den Halsschild zurückgezogen. Die Augen bedecken die Seiten des Kopfes und sind auf der Stirn genähert (Bild 3). Die Fühler sind kurz, nach innen stumpf gezähnt und elfgliedrig. Die Oberlippe ist zweilappig. Die Oberkiefer sind kräftig, gebogen und spitz. Auf der Innenseite besitzen sie einen stumpfen Zahn. Die Kiefertaster sind lang, das Endglied spindelförmig und abgestutzt. Auch das letzte Glied der Lippentaster ist länglich und abgestutzt.
Die Stirn ist unscheinbar schütter anliegend behaart.
Die Flügeldecken sind flach und uneben und bedecken von oben gesehen meist den Hinterleib. Sie sind ohne Streifen oder Punktreihen, aber dicht punktiert. In den vorderen zwei Dritteln verlaufen ihre Seitenränder parallel, zur Spitze verengen sie sich. Die herabgebogenen Seitenstreifen der Flügeldecken (Epipleuren) sind gefurcht (Epipleuralfalte). Diese Furche erlischt, bevor die Flügeldecken einzeln verrundet enden.
Der Halsschild ist fast rechteckig und breiter als lang. Die breiteste Stelle liegt hinter der Mitte. Er ist netzartig oder wabenartig erhaben gemustert. In einem breiten mittleren Streifen sind dabei die zur Basis parallel laufenden Erhabenheiten stärker ausbildet als die in andern Richtungen verlaufenden Netzlinien, sodass in diesem Bereich der Halsschild quer gerunzelt oder gerippt erscheint (Bild). Der Vorderrand des Halsschildes ist in der Mitte nach vorn ausgebuchtet, rechts und links davon nach hinten eingebuchtet (deutlich doppelt gebuchtet, Bild 1). Der Hinterrand des Halsschildes ist fast gerade. In den Seitenecken der Basis ist er nicht ausgehöhlt.
Das Schildchen ist klein und dreieckig.
Die Vorderhüfthöhlen, in denen die Vorderbeine eingelenkt sind, sind nach hinten offen. Die Vorderhüften sind kugelig und von einem breiten Fortsatz der Vorderbrust getrennt. Dieser Fortsatz läuft in eine Spitze aus, die die Mittelbrust überbrückt und diese dadurch scheinbar teilt (Bild 4). Die Hinterhüften liegen breit der Hinterbrust an und sind nach hinten zur teilweisen Aufnahme der Hinterschenkel ausgehöhlt. Die Tarsen sind alle fünfgliedrig, die Krallen ungezähnt.

## Vorkommen
Die Käfer sind in Süd- und Mitteleuropa recht weit verbreitet und besiedeln auch Nordafrika, Kleinasien und den Kaukasus, wobei sie vor allem in wärmeren Gegenden vorkommen. Sie bewohnen Wälder und Gebüsch.

## Lebensweise
Die Larven leben unter der Rinde von Schlehen und Obstbäumen. Nach einigen Jahren verpuppen sie sich. Aus der Puppe schlüpft der fertige Käfer. In Deutschland steht der Glänzende Blütenprachtkäfer unter Naturschutz.

## Ernährung
Die tagaktiven Tiere fliegen auf der Suche nach Nahrung umher. Sie ernähren sich von Wildrosenblüten, auf denen oft mehrere der kleinen Tiere sitzen. Auch auf blühenden Sträuchern und gelbblühenden Wiesenblumen sind sie oft zu finden. Sie fressen auch Holz.